# Musculus flexor pollicis brevis
De musculus flexor pollicis brevis of korte duimbuiger is een spier in de hand die de duim buigt. De musculus flexor pollicis brevis is een van de drie spieren in de duimmuis.
De oppervlakkige kop van de spier heeft oorsprong in de distale rand van het retinaculum flexorium en het tuberculum ossis trapezii, het meest laterale bot in de distale rij handwortelbeentjes. Deze loopt langs de radiale zijde van de pees van de musculus flexor pollicis longus.
De diepere (en mediale) kop "varieert in grootte en kan afwezig zijn." Deze heeft als oorsprong het os trapezoideum en het os capitatum op de bodem van de carpale tunnel, evenals uit de ligamenten van de distale carpale rij.
Beide koppen worden peesachtig en hechten samen aan op de radiale zijde van de basis van het proximale vingerkootje van de duim. Op de kruising tussen de peeskoppen bevindt zich een sesambeentje.
De oppervlakkige kop wordt gewoonlijk geïnnerveerd door de laterale terminale tak van de nervus medianus. Het diepe deel wordt vaak geïnnerveerd door de diepe tak van de nervus ulnaris (C8, T1 ).
De musculus flexor pollicis brevis ontvangt zijn bloedtoevoer vanuit de ramus palmaris superficialis arteriae radialis.
De musculus flexor pollicis brevis buigt de duim bij het metacarpofalangeale gewricht, en verzorgt ook de flexie en mediale rotatie van het eerste middenhandsbeen bij het carpometacarpale gewricht.
De musculus flexor pollicis brevis kan in zeldzame gevallen volledig afwezig zijn bij de geboorte als gevolg van een aangeboren aandoening (net zo als de andere spieren van de duimmuis).